# ليسيدين
الليسيدين (بالإنجليزية: Lysidine )‏ هو نوكليوسيد غير شائع، نادرا ما يرى خارج الرنا الناقل، وهو مشتق من السيتيدين الذي يتم استبدال مجموعة الكربونيل الخاصة به بالحمض الأميني ليسين، الوضعية الثالث في مقابلة الرامزة للرنا الناقل للإيزوليوسين تتغير عادة من السيتيدين الذي سيترابط مع الغوانوسين إلى ليسيدين الذي يترابط مع الأدينوزين. لا يمكن استخدام اليوريدين في هذه الوضعية رغم أنه مترابط شائع ومتفق عليه مع الأدينوزين لأنه سيترابط برابطة ووبل كذلك مع الغوانوسين، لذا الليسيدين يسمح بترجمة أكثر صحة ودقة.

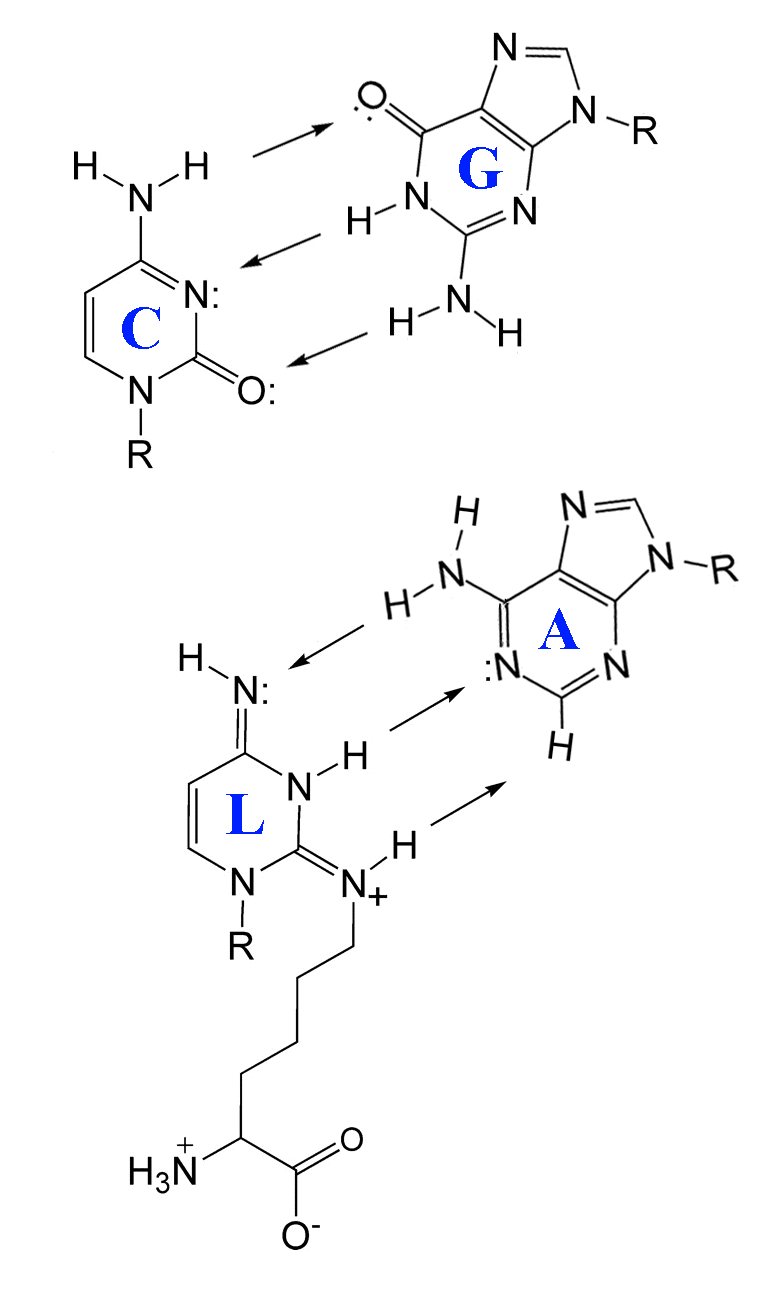
يرتبط الليسيدين مع الأدينوسين في حين أن السيتيدين يترابط مع الغوانوسين. R = ريبوز. تشير الأسهم أن الروابط الهيدروجينية تصبح من هيدروجينات إلى رابطة مستقبلة. الرمز L هو لجزيء الليسيدين.